# Polnische Mütze
Die Ortslage Polnische Mütze gehört zum Ortsteil Gruiten der nordrhein-westfälischen Stadt Haan im Kreis Mettmann.

## Lage und Beschreibung
Die Ortslage, die auf den Namen eines Hofes zurückgeht, liegt im Osten der Stadt Haan nahe der Stadtgrenze zu Wuppertal (Stadtteil Vohwinkel) und Solingen (Stadtteil Gräfrath). Der Hof befindet sich nahe der Kreuzung der Landesstraße 357 und der Bundesstraße 228. In östlicher Richtung nach Gräfrath trägt die Landesstraße den Namen Gräfrather Straße und in westlicher Richtung nach Gruiten den Namen Gruitener Straße. Die Bundesstraße heißt in diesem Abschnitt Elberfelder Straße, sie führt nach Südwesten zum Zentrum Haans und nach Nordosten nach Vohwinkel. Der Ortslage benachbart sind Gütchen, Gathen, Oberhaan, Wibbeltrath (zu Wuppertal), Fürkeltrath (zu Solingen), Bollenheide, Irdelen, Holthausen, Stropmütze und Brotzhecke.
Bei der Ortslage verlief die Straßenbahnlinie V (Vohwinkel – Düsseldorf-Benrath); im Gelände sind noch Spuren der Trasse, welche zwischen 1899 und 1961 von Überlandstraßenbahnen befahren wurde, zu finden.
Zurzeit wird die Kreuzung „Polnische Mütze“ ausgebaut. Durch den gestiegenen Verkehr in den letzten Jahren und die Erschließung eines Gewerbegebietes wurde dies erforderlich.

## Geschichte und Etymologie
Polnische Mütze war in der frühen Neuzeit Teil der Obersten Honschaft Haan im bergischen Amt Solingen. Über die Namensherkunft gibt es unterschiedliche Spekulationen, ein Zusammenhang mit den Ortslagen Stropmütze und Klappmütze ist naheliegend.
Der Hofname wird erstmals 1731 in der Huldigungsliste als „Johan Siepenbeck, Polnische Mutz“ erwähnt. In einer Einwohnerliste von 1830, sowie in einem weiteren Dokument von 1856 wird Polnische Mütze erwähnt.
Im Gemeindeverzeichnis von 1895 wird Polnische Mütze als Haaner Ort im Landkreis Mettmann geführt.